# Armah
Zasugerowano, aby zintegrować ten artykuł z artykułem Ashama ibn Abdżar. Nie opisano powodu propozycji integracji.
Armah – król Aksum rządzący na początku VII wieku.
Jest głównie znany z monet, jakie wybijał w czasie swych rządów. Niegdyś uważano, że Armah jest tożsamy z władcą o imieniu Ashama ibn Abdżar, który udzielił schronienia pierwszym muzułmanom około 615 roku. Stuart Munro-Hay twierdził, że Armah i jego poprzednik Gersem byli ostatnimi władcami Aksum, którzy wybijali monety. Nie zostały odnalezione żadne złote monety Armaha. Munro-Hay spekulował, iż może oznaczać, że Aksum zostało po części odcięte od wymiany towarowej z Bizancjum. Królestwo w tym czasie prawdopodobnie wkroczyło w okres izolacji. Srebrne monety Armaha ukazują całego władcę siedzącego na tronie, oraz popiersie z profilu. Posiadają niespotykany rewers, ukazujący trzy krzyże, z czego środkowy jest pozłacany. Według Muro-Haya motyw ten stanowi aluzję do Bazyliki Grobu Świętego i odniesienie do zdobycia Jerozolimy przez wojska perskie w 614 podczas wojny pomiędzy Bizancjum a Sasanidami.